# Болдирєв Олег Олександрович
Олег Олександрович Болдирєв, також відомий як Мартин Брест (нар. 20 жовтня 1980 року, м. Горлівка, Українська РСР) — військовий письменник, ветеран російсько-української війни, волонтер, блогер і публіцист.

## Життєпис
Народився 1980 року в Горлівці. Першу вищу освіту отримав у Київському Політехнічному Інституті за спеціальністю «Електричні системи та мережі». З 15 років працював, спочатку як учень слюсаря, після отримання технічної освіти інженером оперативно-режимної служби ДП «Укренерговугілля». Пізніше шість років працював у провайдері ПрАТ «Датагруп», де дійшов до старшого інженера служби експлуатації.
Паралельно отримав другу вищу освіту в Київському Національному Економічному Університеті ім. Вадима Гетьмана за спеціальністю «Економіка підприємства».
Взимку 2014 року почав працювати в «Samsung Electronics Ukraine Company» начальником групи «support & helpdesk».
Коли почалася війна, тривалий час займався волонтерством. Був мобілізований у шостій хвилі в 2015 році та брав участь у російсько-українській війні до 2016 року включно. Служив у ЗСУ, 72 ОМБр.
Під час служби в зоні АТО постійно публікував дописи на Facebook (наприклад, серія «АТО в Средиземье»), ставши з часом популярним блогером. Друга рота 41 ОМПБ з його подачі отримала назву ельфійської.
У травні 2016 підрозділ Мартина Бреста підбив БМП бойовиків, але цю заслугу командування приписало іншому підрозділу. Після того, як бійці висловили обурення в соцмережах, ротному «ельфів» Василю Коряку подзвонив 5-ий президент Петро Порошенко і привітав його.
Демобілізувавшись, Олег Болдирєв працював ведучим в «Армія FM» на Центральній Телерадіостудії Міністерства Оборони України та почав роботу над першою книгою.
З 2017 по 2019 роки Мартин працював в Департаменті патрульної поліції на посаді старшого інспектора з особливих доручень та отримав звання лейтенанта поліції.
З 2019 по 2021 роки був начальником відділу інформаційної підтримки Міністерства охорони здоров'я України. З 2021 — менеджер проєктів Державного концерну Укроборонпром.

## Нагороди
Під час служби нагороджений відомчими відзнаками «Знак Пошани» та «За зразкову службу».

## Творчість
Повернувшись з війни, Мартин Брест почав роботу над своєю першою книгою про війну — «Піхота». Вона вийшла в 2017 році у видавництві «ДІПА», за перший рік було продано більше 4000 екземплярів.
У 2017 році Мартин разом із Віктором Трегубовим, Сержем Марко та іншими став співавтором книги «14 друзів Хунти».
У 2019 році вийшла друга частина його книги під назвою «Піхота 2. Збройники». У тому ж році на Книжковому Арсеналі вперше був представлений ветеранський намет, де продавалася література виключно військової тематики, в тому числі і всі книги Мартина Бреста.
У 2020 році вийшла заключна частина трилогії «Піхота 3. Терикони». Уперше серед персонажів книги з'явилися вороги та їх недовгі, але складні відносини з життям. Тоді ж Мартін почав писати та видавати книги, написані у жанрі військово-політичної сатіри, наприклад, «Вєрочка: секретар президента».
Загальний тираж книг складає біля 27 тис. проданих примірників.

## Політична діяльність
Весною 2019 року Мартин вийшов з лав патрульної поліції та приєднався до політичної партії «Європейська Солідарність». Після його перемоги в праймеріз, керівництво партії поставило його на 48-е місце в списку партії на позачергові парламентські вибори 2019 року. Проте, дізнавшись про свій номер, Мартин заявив про вихід зі складу партії та відмовився брати участь у парламентських виборах.

## Блогерство
Псевдо «Мартин Брест» взяв з художнього фільму «Достукатись до небес» — ім'я одного з головних героїв. Персонаж Мартін Брест у виконанні Тіля Швайґера в свою чергу названий на честь американського кінорежисера Мартіна Бреста.
Станом на липень 2022 року має біля 90 000 підписників у Facebook. За останні 4 роки Мартин Брест регулярно потрапляє в Топ-20 блогерів за рейтингом ICTV. Так, в 2017 році він зайняв 6 місце серед усіх українських блогерів.

## Особисте життя
Одружений, виховує двох синів.